# Partido judicial de Alcalá de Henares
El partido judicial de Alcalá de Henares es uno de los 21 partidos judiciales en los que se divide la Comunidad de Madrid, recibiendo el número 4.

## Características
Comprende 11 municipios, Alcalá de Henares (capital de partido y sede de los juzgados), Villalbilla, Camarma de Esteruelas, Meco, Corpa, Los Santos de la Humosa, Anchuelo, Valverde de Alcalá, Pezuela de las Torres, Santorcaz y Valdeavero. Cuenta con seis juzgados de primera instancia, seis de instrucción, y seis de lo penal, además de uno de la violencia sobre la mujer.

## Historia
En el Fuero Viejo de Alcalá de Henares de 1135 su jurisdicción abarcaba, por el sur, a las tierras alcarreñas situadas entre los ríos Henares y Tajuña; y, por el noroeste, a las tierras bajas de la Campiña, como Camarma de Esteruelas y Torrejón de Ardoz. 
Como partido judicial, fue uno de los partidos históricos en los que se dividió la provincia de Madrid en 1833, extendiéndose por gran parte del este de la misma. Por el norte llegaba hasta Valdetorres de Jarama, y por el oeste hasta el curso del arroyo Abroñigal (sobre el que se asienta actualmente la M-30) que duró hasta los años cuarenta del siglo XIX, con motivo de las anexiones de Madrid de los municipios circundantes.  
El crecimiento demográfico de la comarca provocó su división en 1988, resultando los nuevos partidos de Torrejón de Ardoz, Coslada y Arganda del Rey, además del de Alcalá, mucho más reducido.